# 大保龍斗
大保 龍斗（おおほ りゅうと、1994年11月13日 - ）は、日本のプロボクサー。神奈川県横浜市出身。横浜さくらボクシングジム所属。

## 人物
ボクシングを始めたきっかけは中学校時代、友人が格闘技用のグローブを持ってきたことで殴り合う遊びが流行ったことから。
憧れのボクサーは赤穂亮。
弟の大保龍球もプロボクサー。

## 来歴
2012年10月17日に後楽園ホールで植月貴文とスーパーフライ級4回戦を戦い、1回1分57秒KO勝ちを収めてデビュー戦を白星で飾った。
2013年東日本フライ級新人王として、西軍代表ユキヤハナブサを相手に5回3-0（48-47、50-43、50-45）の判定勝ちを収めて全日本新人王を獲得した。なおこの勝利でJBCの発表した最新ランキングで初めてフライ級日本ランク入りを果たす。そして2014年4月11日に後楽園ホールで田之岡条とスーパーフライ級6回戦を戦い、6回0-3（54-58、55-57、55-58）の判定負けでプロ初黒星を喫した。
2017年5月16日に後楽園ホールでユーリ阿久井政悟と初代日本ユース・フライ級王座決定トーナメント準決勝を行い、1回1分33秒TKO負けを喫した。
その後2018年4月17日に後楽園ホールで行われた「DANGAN211」にて富岡哲也と初代日本ユースライトフライ級王座決定戦を行い、2回2分58秒KO勝ちを収めて初代日本ライトフライ級ユース王者になった。同年11月19日に中山祐太と日本ユースライトフライ級タイトルマッチを行い、7回12秒TKO勝ちを収めて日本ユース王座初防衛に成功。試合後日本ユース王座を返上した。
2019年8月8日、後楽園ホールで日本ライトフライ級王者の堀川謙一と日本同級タイトルマッチを行う予定であったが、大保が体調不良により救急搬送され、計量会場に来ることができなかったため計量失格となり、規定により試合は中止となった。
2021年8月4日、後楽園ホールで日本フライ級8位の中嶋憂輝と対戦し、8回1-1（75-77、77-75、76-76）で引き分けとなった。

## 獲得タイトル
- 全日本フライ級新人王
- 日本ライトフライ級ユース王座（防衛1=返上）

## 戦績
- プロボクシング：25戦 16勝 (7KO) 7敗 2分

| 戦           | 日付           | 勝敗 | 時間    | 内容    | 対戦相手                     | 国籍 | 備考                                             |
| ------------ | -------------- | ---- | ------- | ------- | ---------------------------- | ---- | ------------------------------------------------ |
| 1            | 2012年10月17日 | ☆    | 1R 1:57 | KO      | 植月貴文（18鴻巣）           | 日本 | プロデビュー戦                                   |
| 2            | 2013年6月14日  | ☆    | 1R 0:55 | KO      | つのだ紘介（花形）           | 日本 | 2013年東日本フライ級新人王予選                   |
| 3            | 2013年8月6日   | ☆    | 4R      | 判定3-0 | 渡部拓央（ワタナベ）         | 日本 | 2013年東日本フライ級新人王予選                   |
| 4            | 2013年9月27日  | ☆    | 4R      | 判定3-0 | 下沖克徳（角海老宝石）       | 日本 | 2013年東日本フライ級新人王予選                   |
| 5            | 2013年11月3日  | ☆    | 4R      | 判定3-0 | 興法裕二（新日本木村）       | 日本 | 2013年東日本フライ級新人王決勝戦                 |
| 6            | 2013年12月22日 | ☆    | 5R      | 判定3-0 | ユキヤハナブサ（カシミ）     | 日本 | 全日本フライ級新人王決勝戦                       |
| 7            | 2014年4月11日  | ★    | 6R      | 判定0-3 | 田之岡条 (小熊)              | 日本 |                                                  |
| 8            | 2014年7月18日  | △    | 8R      | 判定0-1 | 濱田修士（小熊）             | 日本 |                                                  |
| 9            | 2014年12月18日 | ★    | 8R      | 判定0-3 | 長嶺克則（マナベ）           | 日本 |                                                  |
| 10           | 2015年5月29日  | ☆    | 8R      | 判定3-0 | 藤井貴博（金子）             | 日本 |                                                  |
| 11           | 2015年11月13日 | ☆    | 8R      | 判定3-0 | 山田健太（セレス）           | 日本 |                                                  |
| 12           | 2016年4月22日  | ☆    | 8R      | 判定2-1 | 守屋和明（石川ジム立川）     | 日本 |                                                  |
| 13           | 2016年10月25日 | ★    | 8R      | 判定0-3 | ユータ松尾（国際）           | 日本 |                                                  |
| 14           | 2017年5月16日  | ★    | 1R 1:33 | TKO     | ユーリ阿久井政悟（倉敷守安） | 日本 | 初代日本フライ級ユース王座決定トーナメント準決勝 |
| 15           | 2017年9月1日   | ☆    | 8R      | 判定3-0 | 渡邉秀行（郡山）             | 日本 |                                                  |
| 16           | 2018年4月17日  | ☆    | 2R 2:58 | KO      | 富岡哲也（REBOOT）           | 日本 | 初代日本ライトフライ級ユース王座決定戦           |
| 17           | 2018年11月19日 | ☆    | 7R 0:12 | TKO     | 中山祐太（勝又）             | 日本 | 日本ユース防衛1                                  |
| 18           | 2019年5月1日   | ★    | 6R 1:20 | TKO     | 矢吹正道（緑）               | 日本 |                                                  |
| 19           | 2021年8月4日   | △    | 8R      | 判定1-1 | 中嶋憂輝（角海老宝石）       | 日本 |                                                  |
| 20           | 2021年12月3日  | ☆    | 3R 2:34 | TKO     | 表祥（SFマキ）               | 日本 |                                                  |
| 21           | 2022年12月2日  | ☆    | 8R 0:45 | TKO     | 川崎智輝（SUN-RISE）         | 日本 |                                                  |
| 22           | 2023年5月14日  | ★    | 6R      | 判定0-2 | 長嶺竜久（平仲BS）           | 日本 |                                                  |
| 23           | 2023年8月4日   | ☆    | 3R 2:29 | TKO     | コーヤ佐藤（伴流）           | 日本 |                                                  |
| 24           | 2023年12月24日 | ☆    | 8R      | 判定3-0 | ポンテープ・ブンチャーリー   | タイ |                                                  |
| 25           | 2024年4月5日   | ★    | 8R      | 判定0-3 | 永田丈晶（協栄）             | 日本 |                                                  |
| テンプレート |                |      |         |         |                              |      |                                                  |